# Amilton Manoel da Silva
Dom Amilton Manoel da Silva, CP (Osvaldo Cruz, 2 de Março de 1963) é um missionário passionista e bispo católico brasileiro. É Bispo de Guarapuava, e membro da Comissão Episcopal Pastoral para a Juventude da CNBB.

## Presbiterato
Estudou filosofia na Universidade Federal do Paraná em Curitiba (1992-1995) e teologia no Instituto de Teologia de São Paulo (ITESP) (1997-2000). Emitiu a profissão religiosa em janeiro de 1997 como Membro da Congregação da Paixão de Jesus Cristo e recebeu a ordenação sacerdotal em 17 de dezembro de 2000, por Dom Luciano Pedro Mendes de Almeida, SJ..
Dentro de sua congregação, desempenhou inúmeros cargos, desde mestre de noviços até Superior Provincial da Província Passionista do Calvário, com sede em São Paulo (2013-2016). Também foi Assessor da Conferência dos Religiosos do Brasil, pregador de exercícios espirituais e vigário paroquial em Colombo e Ponta Grossa (PR). Foi pároco de “São Paulo da Cruz” na Arquidiocese de São Paulo.

## Episcopado
No dia 7 de junho de 2017 foi nomeado bispo titular de Tusuro e auxiliar de Curitiba. Sua ordenação episcopal aconteceu no dia 19 de agosto desse mesmo ano. Foi seu ordenante principal: Dom José Antônio Peruzzo, e seus co-ordenantes: Dom Eduardo Vieira dos Santos, e Dom Luiz Fernando Lisboa, CP.
Em 2019, durante a reunião do Conselho Permanente da Conferência Nacional dos Bispos do Brasil (CNBB), que aconteceu em Brasília (DF), entre os dias 25 e 27 de junho daquele ano, foi escolhido pelo colegiado de bispos como membro da Comissão Episcopal Pastoral para a Juventude, no quadriênio que segue até 2023.
Em 06 de maio de 2020, foi nomeado pelo Papa Francisco, como bispo de Guarapuava, a maior diocese do estado do Paraná. Sua posse ocorreu em 18 de julho do mesmo ano, na Nova Catedral, em uma celebração histórica, já que, devido à pandemia de coronavírus, não contou com a participação do público. Apenas alguns fiéis, que auxiliam nas celebrações; além de autoridades; representantes de entidades locais e demais bispos paranaenses, estiveram presentes. 
A sociedade acompanhou a celebração ao vivo pelas redes sociais e rádio. Dom Amilton, recebeu das mãos do agora bispo-emérito, Dom Antônio Wagner da Silva, o báculo e ocupou a cátedra (símbolos do episcopado), tornando-se o quinto titular  da Diocese de Guarapuava.  